# Algar Howard
Algar Henry Stafford Howard (7 agosto 1880 – 14 febbraio 1970) è stato un genealogista, militare e araldista britannico.

## Biografia
Howard era il figlio maggiore ma secondogenito di Edward Stafford Howard e di sua moglie, Lady Rachel Anne Georgina Campbell, e venne educato alla Harrow School ed al King's College London. Howard sposò Violet Ethel Meysey-Thompson, figlia di Sir Henry Meysey Meysey-Thompson, primo e ultimo Barone Knaresborough, l'11 ottobre 1921. Ella era inoltre vedova del capitano Alexander Moore Vandeleur, 2nd Life Guards, che venne ucciso in azione a Zandvoorde durante la Prima battaglia di Ypres il 30 ottobre 1914. La coppia ebbe due figlie.

### Carriera militare
Durante la prima guerra mondiale, Howard prestò servizio nel Gloucestershire Yeomanry, guadagnandosi il rango di maggiore e ottenendo la Military Cross come distinzione.

### Carriera araldica
Howard iniziò la sua carriera araldica il 23 maggio 1911 con la nomina a Fitzalan Pursuivant of Arms Extraordinary per l'incoronazione di re Giorgio V. Questo venne seguito nell'ottobre successivo dalla nomina all'incarico di Rouge Dragon Pursuivant of Arms in Ordinary. Nel 1919, Howard venne promosso all'incarico di Windsor Herald of Arms in Ordinary e mantenne tale posizione sino al 1931. In quell'anno egli venne nominato Norroy King of Arms quando Sir Gerald Woods Wollaston venne promosso. Howard venne nominato anche Registrar of the College of Arms nel 1928, e durante la seconda guerra mondiale i registri del College vennero stipati nella sua residenza del Castello di Thornbury, nel Gloucestershire, per tenerli al sicuro dai bombardamenti. Nel 1943, l'incarico di Ulster King of Arms venne unito a quello di Norroy e Howard divenne il primo Norroy and Ulster King of Arms. Egli rimase con questo incarico sino al 1944, quando venne promosso a Garter Principal King of Arms. Si ritirò da questo incarico e dal College of Arms nel 1950.

## Ascendenza
|                                    |                               |                                | Genitori                                |  |  | Nonni |  |  | Bisnonni          |  |  | Trisnonni    |  |
|                                    |                               |                                |                                         |  |  |       |  |  | Lord Henry Howard |  |  | Henry Howard |  |
|                                    |                               |                                |                                         |  |  |       |  |  | Lord Henry Howard |  |  | Henry Howard |  |
|                                    |                               | Juliana Molyneux               |                                         |  |  |       |  |  | Lord Henry Howard |  |  |              |  |
| Henry Howard                       |                               |                                |                                         |  |  |       |  |  | Lord Henry Howard |  |  |              |  |
|                                    |                               | Elizabeth Long                 | Edward Long                             |  |  |       |  |  |                   |  |  |              |  |
|                                    |                               | Elizabeth Long                 | Edward Long                             |  |  |       |  |  |                   |  |  |              |  |
|                                    |                               | Elizabeth Long                 | Mary Ballard Beckford                   |  |  |       |  |  |                   |  |  |              |  |
| Sir Stafford Howard                |                               | Elizabeth Long                 |                                         |  |  |       |  |  |                   |  |  |              |  |
|                                    |                               | Henry Lawes Long               | Edward Beeston Long                     |  |  |       |  |  |                   |  |  |              |  |
|                                    |                               | Henry Lawes Long               | Edward Beeston Long                     |  |  |       |  |  |                   |  |  |              |  |
|                                    |                               | Henry Lawes Long               | Mary Thomlinson                         |  |  |       |  |  |                   |  |  |              |  |
| Charlotte Long                     |                               | Henry Lawes Long               |                                         |  |  |       |  |  |                   |  |  |              |  |
|                                    |                               | Lady Catharine Walpole         | Horatio Walpole, II conte di Orford     |  |  |       |  |  |                   |  |  |              |  |
|                                    |                               | Lady Catharine Walpole         | Horatio Walpole, II conte di Orford     |  |  |       |  |  |                   |  |  |              |  |
|                                    |                               | Lady Catharine Walpole         | Sophia Churchill                        |  |  |       |  |  |                   |  |  |              |  |
| Sir Algar Howard                   |                               | Lady Catharine Walpole         |                                         |  |  |       |  |  |                   |  |  |              |  |
|                                    | John Campbell, I conte Cawdor | John Campbell, I barone Cawdor |                                         |  |  |       |  |  |                   |  |  |              |  |
|                                    | John Campbell, I conte Cawdor | John Campbell, I barone Cawdor |                                         |  |  |       |  |  |                   |  |  |              |  |
|                                    | John Campbell, I conte Cawdor | Lady Isabella Caroline Howard  |                                         |  |  |       |  |  |                   |  |  |              |  |
| John Campbell, II conte Cawdor     | John Campbell, I conte Cawdor |                                |                                         |  |  |       |  |  |                   |  |  |              |  |
|                                    |                               | Lady Elizabeth Thynne          | Thomas Thynne, II marchese di Bath      |  |  |       |  |  |                   |  |  |              |  |
|                                    |                               | Lady Elizabeth Thynne          | Thomas Thynne, II marchese di Bath      |  |  |       |  |  |                   |  |  |              |  |
|                                    |                               | Lady Elizabeth Thynne          | Isabella Elizabeth Byng                 |  |  |       |  |  |                   |  |  |              |  |
| Lady Rachel Anne Georgina Campbell |                               | Lady Elizabeth Thynne          |                                         |  |  |       |  |  |                   |  |  |              |  |
|                                    |                               | Lord Henry Cavendish           | George Cavendish, I conte di Burlington |  |  |       |  |  |                   |  |  |              |  |
|                                    |                               | Lord Henry Cavendish           | George Cavendish, I conte di Burlington |  |  |       |  |  |                   |  |  |              |  |
|                                    |                               | Lord Henry Cavendish           | Lady Elizabeth Compton                  |  |  |       |  |  |                   |  |  |              |  |
| Sarah Mary Cavendish               |                               | Lord Henry Cavendish           |                                         |  |  |       |  |  |                   |  |  |              |  |
|                                    |                               | Sarah Fawkener                 | William Fawkener                        |  |  |       |  |  |                   |  |  |              |  |
|                                    |                               | Sarah Fawkener                 | William Fawkener                        |  |  |       |  |  |                   |  |  |              |  |
|                                    |                               | Sarah Fawkener                 | Elizabeth Wright                        |  |  |       |  |  |                   |  |  |              |  |
|                                    |                               | Sarah Fawkener                 |                                         |  |  |       |  |  |                   |  |  |              |  |